# Le Pince-nez en or
Le Pince-nez en or, aussi traduit Le Pince-nez d'or (The Adventure of the Golden Pince-Nez en version originale), est l'une des cinquante-six nouvelles d'Arthur Conan Doyle mettant en scène le détective Sherlock Holmes. Elle est parue pour la première fois dans la revue britannique Strand Magazine en juillet 1904, avant d'être regroupée avec d'autres nouvelles dans le recueil Le Retour de Sherlock Holmes (The Return of Sherlock Holmes).

## Résumé

### Mystère initial
Par une soirée de mauvais temps, l'inspecteur Stanley Hopkins de Scotland Yard arrive à Baker Street. Hopkins a enquêté pendant la journée sur une nouvelle affaire et ne parvient pas à en trouver la résolution.... Dans le domaine de Yoxley Old Place situé à Chatham (Kent) vit un vieux professeur à la mobilité réduite du nom de Coram ainsi qu'une certaine Mme Marker, sa gouvernante ainsi que Susan Tarlton, la bonne. Le professeur avait un jeune secrétaire du nom de Willoughby Smith qui a été retrouvé avec la carotide tranchée dans le bureau de Coram alors que ce dernier se trouvait dans sa chambre. Le jeune homme, ayant poussé un cri effroyable, Susan Tarlton s'était alors précipitée dans le bureau pour tenter de lui porter secours pour ensuite recueillir ses dernières paroles (« Le professeur... c'était, c'était elle ») avant qu'il ne succombe à sa blessure. Smith tenait dans sa main droite un pince-nez doré (lunettes d'époque) appartenant probablement à son assassin, le jeune homme n'ayant lui-même aucun problème oculaire.

### Résolution
Stanley Hopkins commence par révéler à Holmes les éléments qu'il a pu observer sur les lieux du crime. Des traces de pas ont été remarquées sur la bordure de la pelouse longeant l'allée entre la route et la demeure. La personne a donc fait attention à ce que ses traces ne soient pas clairement visibles sur l'allée elle-même. Les traces sur la pelouse ne permettent pas de savoir dans quel sens la personne avançait (vers la demeure ou, à l'opposé, vers la route). À l'intérieur du bureau, l'arme du crime (un stylet) a été retrouvée à quelques dizaines de centimètres du corps et l'angle de la blessure laisse entendre qu'il ne peut s'agir d'un suicide. Lorsque Hopkins remet à Holmes le pince-nez trouvé dans la main de la victime, ce dernier l'examine attentivement et déduit notamment de ses caractéristiques qu'il appartient à une femme et que celle-ci est dotée d'une vue particulièrement faible....

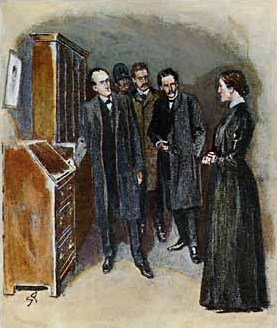
Holmes, interrogeant Mme Marker au sujet du buffet-secrétaire du bureau.

Le lendemain, Holmes, Watson et Hopkins partent en train pour Chatham. Holmes commence par faire remarquer que la femme qui a commis le crime ne devait pas être venue avec des intentions meurtrières puisque l'arme qu'elle a utilisée était un stylet déposé sur un petit buffet-secrétaire dans la pièce du crime. Si la femme avait prévu de tuer Smith, elle aurait alors vraisemblablement apporté une arme avec elle. Holmes remarque, par ailleurs, une éraflure près d'une serrure du buffet-secrétaire. Le détective en déduit que la personne a essayé d'ouvrir le meuble et y est même parvenue. Selon Holmes, la femme est venue chercher un document dans le secrétaire mais a été surprise en flagrant délit par Smith, qui l'a attrapée et s'est emparé de son pince-nez avant même qu'elle ne se défende avec le stylet accessible sur place, tuant alors son assaillant avant de fuir. Or, les issues permettant de prendre la fuite sont restreintes : parmi les trois portes du bureau, l'une donne sur le couloir d'où est venue Susan Tarlton (issue impossible), l'une sur un escalier montant à la chambre de Coram (issue impossible), la dernière menant à un autre couloir débouchant sur l'allée de la demeure (seule issue).

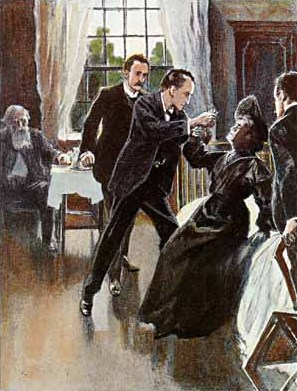
Le suicide d'Anna dans la chambre de Coram.

Holmes rencontre Coram dans sa chambre et fume avec lui de nombreuses cigarettes en l'interrogeant, avant de quitter la pièce pour réfléchir.... En début d'après-midi, Holmes revient voir le vieux professeur dans sa chambre et lui annonce rapidement avoir résolu l'affaire, affirmant que la femme venue la veille se trouve dans une pièce cachée derrière sa bibliothèque. Le vieux professeur est médusé et la femme sort alors de sa cachette. Elle s'identifie comme Anna, la femme de Coram lorsqu'ils vivaient en Russie et s'explique en donnant les raisons pour lesquelles elle voulait récupérer un document précieux (non-décrit) dans le buffet-secrétaire de son ancien mari. Ayant été surprise par Smith et se retrouvant sans ses lunettes, elle s'est alors trompée de porte en voulant s'enfuir et s'est retrouvée dans la chambre de Coram, qui a volontiers accepté de la cacher. Après ces révélations, Anna succombe à un poison qu'elle avait déjà avalé avant de sortir de sa cachette.
Holmes révèle qu'il se doutait que la meurtrière se trouvait toujours dans le manoir car les seules traces de pas retrouvées à l'extérieur de la propriété longeaient l'herbe avec précaution, chose impossible à faire pour une personne très mal-voyante n'ayant pas l'usage de ses lunettes. Soupçonnant donc Coram d'avoir caché la femme, il avait alors fumé de nombreuses cigarettes pour éparpiller des cendres par terre et, notamment, devant la bibliothèque dont il soupçonnait qu'elle pouvait dissimuler une cachette. À son retour dans l'après-midi, les cendres devant la bibliothèque avaient été écrasées, preuve que le meuble avait été déplacé. Quant aux dernières paroles de Smith (« Le professeur... c'était elle »), elles s'expliquent du fait que le jeune homme avait rencontré sa future meurtrière la veille en faisant une promenade, la femme lui ayant alors demandé où habitait le professeur Coram. Smith en avait donc parlé avec le professeur et essayait ainsi, par ses dernières paroles, de désigner sa meurtrière à l'adresse même de son employeur.

### Allusions à des enquêtes inédites
Au début de la nouvelle, Watson révèle six (6) enquêtes inédites de Holmes au cours de l'année 1894 :
- « L'histoire de la sangsue rouge » ;
- « L'horrible fin du banquier Crosby » ;
- « La tragédie d'Addleton » ;
- « L'étrange contenu du vieux tumulus britannique » ;
- « L'affaire de succession Smith-Mortimer » ;
- « La traque et l'arrestation de Huret, l'assassin du boulevard », qui a valu à Sherlock Holmes d'être remercié par le président français et d'obtenir la Légion d'honneur[note 1]. La nouvelle ne précise pas si cette récompense a été remise par Sadi Carnot ou Jean Casimir-Perier, tous deux présidents en 1894.

Watson fait également, par ailleurs, une référence à l'enquête Le Signe des quatre lorsqu'il longe la Tamise et écrit : « J'associerai toujours [le fleuve] avec notre poursuite de l'insulaire des Andaman, au début de notre carrière ».

## Adaptations
La nouvelle a été adaptée, en 1994, dans la série télévisée britannique Sherlock Holmes. Cet épisode est le 38e de la série.

## Livre audio en français
- Arthur Conan Doyle, Le pince nez en or [« The Adventure of the Golden Pince-Nez »], Paris, La Compagnie du Savoir, coll. « Les enquêtes de Sherlock Holmes », 2011 (EAN 3661585197447, BNF 42478263)Narrateur : Cyril Deguillen ; support : 1 disque compact audio ; durée : 57 min environ ; référence éditeur : La Compagnie du Savoir CDS094. Le nom du traducteur n'est pas indiqué. Le livre audio et sa notice BnF ne recourent pas au trait d'union nécessaire dans « pince-nez ».